# Anabarhynchus bigoti
Anabarhynchus bigoti är en tvåvingeart som beskrevs av Lyneborg 2001. Anabarhynchus bigoti ingår i släktet Anabarhynchus och familjen stilettflugor. Inga underarter finns listade i Catalogue of Life.